# Thuyền rồng tại Đại hội Thể thao châu Á 2022 – 200m Nữ
Nội dung thi đấu thuyền rồng 200m nữ tại Đại hội Thể thao châu Á 2022 được tổ chức vào ngày 4 tháng 10 năm 2023.

## Lịch thi đấu
Tất cả các giờ đều là Giờ chuẩn Trung Quốc (UTC+08:00)
| Ngày                        | Thời gian | Nội dung  |
| --------------------------- | --------- | --------- |
| Thứ Tư, 4 tháng 10 năm 2023 | 09:15     | Heats     |
| Thứ Tư, 4 tháng 10 năm 2023 | 09:50     | Bán kết   |
| Thứ Tư, 4 tháng 10 năm 2023 | 10:20     | Chung kết |

## Đội hình thi đấu
| Trung Quốc | Hồng Kông | Indonesia | Ma Cao |
| --- | --- | --- | --- |
| - Cheng Lingzhi - Ding Sijie - Fan Yiting - Li Shuqi - Li Zhixian - Luo Meng - Shi Yingying - Sun Yang - Wang Ji - Wang Li - Wang Ying - Xue Lina - Yu Shimeng - Zhu Xiaoli | - Chau Tsz Yan - Cheung Chung Ho - Keung Oi Yee - Ko Wai Man - Angel Lai - Leung Ka Ki - Inglid Li - Anna Sin - Tam Tsz Wai - Melanie Tang - Peggy To - Wong Lap Man - Wong Yuet Ching - Wu Cheuk Wai | - Ramla Baharuddin - Ester Yustince Daimoi - Iin Rosiana Damiri - Dayumin - Raudani Fitra - Nadia Hafiza - Maryati - Sella Monim - Cinta Priendtisca Nayomi - Fazriah Nurbayan - Ratih - Ayuning Tika Vihari - Reski Wahyuni - Anisa Yulistiawan | - Becky Chan - Hollie Chan - Chan Ka Hei - Chan Ut Sam - Cheng Ka I - Cheong Ka Ian - Chu Hao Lei - Leong Im U - Lin Kim Hong - Lo Pui San - Lou Man Kei - Rosita Nascimento Gaspar - Ng Chi Ian - Tam Si Long |
| Myanmar | CHDCND Triều Tiên | Singapore | Hàn Quốc |
| - Hla Hla Htwe - Khin Su Su Aung - Lin Lin Kyaw - Man Huai Phawng - Moe Ma Ma - Myint Myint Soe - Phyu Phyu Aung - San San Moe - Saw Myat Thu - Soe Sandar - Soe Soe Kyaw - Su Wai Phyo - Thet Phyo Naing - Win Win Htwe                                                        | - Cha Un-gyong - Cha Un-yong - Choe Pom-sun - Ho Su-jong - Jon Uh-jong - Jong Chol-gyong - Jong Ye-song - Kim Song-hye - Ko Haeng-bok - O Su-rim - Oh Un-ha - Om Jin-gyong - Ri Kyong-hui - Ri Sun-mi | - Chan Day Ying - Chua Jia Min - Janice Goh - Karis Khoo - Lai Xian Hui - Lew Si Hsien - Chloe Neo - Evette Neo - Ashleigh Ng - Denise Lindsey Ng - Tan Ji Xuan - Vanessa Tan - Eunice Thiam - Janice Yoong                                      | - Byun Eun-jeong - Cha Tae-hee - Cho Soo-bin - Han Sol-hee - Jeong Ji-won - Ju Hee - Ju Yun-woo - Kim Da-bin - Kim Hyeon-hee - Kim Yeo-jin - Lee Hyeon-joo - Lim Sung-hwa - Tak Su-jin - Yun Ye-bom            |
| Thái Lan | | | |
| - Jaruwan Chaikan - Ketkanok Chomchey - Jirawan Hankhamla - Praewpan Kawsri - Watcharaporn Khadtiya - Pranchalee Moonkasem - Patthama Nanthain - Nipaporn Nopsri - Arisara Pantulap - Sukanya Poradok - Anuthida Saeheng - Thitima Sukrat - Onuma Teeranaew - Benjamas Woranuch | | | |

## Kết quả

### Heats
- Vòng loại: 1 + Thời gian tốt nhất → Chung kết (CK), Nghỉ → Bán kết (BK)

#### Heat 1
| Thứ hạng | Đội               | Thời gian | Ghi chú |
| -------- | ----------------- | --------- | ------- |
| 1        | Indonesia         | 50.357    | CK      |
| 2        | Thái Lan          | 51.740    | CK      |
| 3        | CHDCND Triều Tiên | 52.464    | BK      |
| 4        | Singapore         | 52.927    | BK      |
| 5        | Hàn Quốc          | 53.261    | BK      |

#### Heat 2
| Thứ hạng | Đội        | Thời gian | Ghi chú |
| -------- | ---------- | --------- | ------- |
| 1        | Trung Quốc | 54.171    | CK      |
| 2        | Myanmar    | 56.115    | BK      |
| 3        | Hồng Kông  | 57.842    | BK      |
| 4        | Ma Cao     | 58.382    | BK      |

### Bán kết
- Vòng loại: 1 + Thời gian tốt nhất → Chung kết (CK), Nghỉ → Chung kết nhỏ (MF)

| Thứ hạng | Đội               | Thời gian | Ghi chú |
| -------- | ----------------- | --------- | ------- |
| 1        | Myanmar           | 56.639    | CK      |
| 2        | Singapore         | 56.852    | CK      |
| 3        | CHDCND Triều Tiên | 57.092    | CK      |
| 4        | Hàn Quốc          | 57.129    | MF      |
| 5        | Hồng Kông         | 58.432    | MF      |
| 6        | Ma Cao            | 59.035    | MF      |

### Chung kết

#### Trận chung kết nhỏ
| Thứ hạng | Đội       | Thời gian |
| -------- | --------- | --------- |
| 1        | Hàn Quốc  | 57.927    |
| 2        | Hồng Kông | 58.813    |
| 3        | Ma Cao    | 1:00.190  |

#### Trận chung kết
| Thứ hạng | Đội               | Thời gian |
| -------- | ----------------- | --------- |
| 1        | Trung Quốc        | 53.804    |
| 2        | Indonesia         | 54.464    |
| 3        | Thái Lan          | 55.200    |
| 4        | Myanmar           | 56.207    |
| 5        | Singapore         | 56.304    |
| 6        | CHDCND Triều Tiên | 56.367    |